# 盧魯岸
盧魯岸（排灣語：Druluan/Luliwan），是台灣排灣族古樓部落（Kuljaljau，位於今屏東縣來義鄉）給令家族（Giring，古樓部落中古老的頭目家族）神話中最早的始祖，也是包括巫神勒麼各在內部落傳統三大貴族家族（Giring、Qamulilj、Ladan）的共同祖先。

## 傳說
關於盧魯岸的神話並沒有太多口傳留下來，只知道傳說中他可能最早來自比悠瑪部落（Piuma，位於今泰武鄉，也有一說來自東部卑南族），是比悠瑪部落的四位始祖之一（其他三位分別是Ngarhangarhan、Tauiung、Kaitjang，都是他的哥哥），後來他因為不明原因帶著妻子Rhugilingan離開當地並往西前進，尋找其他可以居住的地方，最後抵達了一處名為古拉薩（Kurasa/Kurasaru）的地方建立部落，並且在那裡跟妻子生下四個孩子：雅利斯（Alisu）、Drumetj、Ljemedj、Dravai。

## 後代
在盧魯岸的四個孩子中，其中雅利斯早夭，剩下的三兄弟在長大後便離開父母尋找新的土地居住，最後隨著獵犬的指引來到一處名為Kuljaljau（古樓部落舊址）的地方建立舊古樓部落，三兄弟都各自建立起自己的家族（Drumetj建立Giring、Ljemedj建立Qamulilj、Dravai建立Ladan），而盧魯岸被他們視為共同的祖先。
另外，關於雅利斯的性別，則有長女和長子兩種說法。